# Gran Turismo 2
Gran Turismo 2 (グランツーリスモ2, Guran Tsūrisumo Tsū) é um jogo eletrônico simulador de corrida desenvolvido pela Polyphony Digital e publicado pela Sony Computer Entertainment. É o segundo título principal da série Gran Turismo e foi lançado exclusivamente para PlayStation no Japão e na América do Norte em dezembro de 1999 e na Europa no mês seguinte.
Foi bem-recebido publicamente e criticamente, vendendo 1,71 milhões de cópias no Japão, 20.000 no Sudeste da Ásia, 3,96 milhões na América do Norte, e 3,68 milhões na Europa em um total de 9,37 milhões de cópias vendidas até 30 de abril de 2008, e, eventualmente, fazendo parte dos Greatest Hits da Sony.

## Jogabilidade
Gran Turismo 2 se baseia fundamentalmente no gênero de corrida de carros. O jogador deve dirigir um automóvel para competir contra pilotos artificialmente inteligentes em várias pistas. O jogo utiliza dois modos: Arcade e Simulation. No modo Arcade, o jogador pode escolher livremente as pistas e veículos. Porém, no modo Simulation o jogador precisa conseguir, no próprio jogo, "Carteiras de Motorista", pagar pelos veículos e conseguir troféus, com o objetivo de liberar mais pistas. Gran Turismo 2 possui cerca de 650 automóveis, além de 27 pistas de corrida.
Diferentemente do anterior, o jogador pode participar de eventos em separado, ao invés de um só torneio com várias corridas. O jogo não apresenta mais a opção para o jogar se qualificar para cada corrida.

## Desenvolvimento
Depois do sucesso inesperado de Gran Turismo, o desenvolvedor Kazunori Yamauchi planejava fazer de GT2 "um produto ainda melhor". A direção de marketing da SCEA tinha grandes expectativas, declarando que "a devastadora e contínua popularidade de Gran Turismo claramente posiciona Gran Turismo 2 como um dos títulos mais quentes para os feriados e para após os mesmos". Jack Tretton, dirigente da SCEA, tinha entusiasmo parecido, esperando que GT2 "se desprenderia das prateleiras mais rápido que o original, perpetuando o bom momento desta franquia incrível".
No lançamento do jogo, jogadores encontraram rapidamente vários erros e pequenas falhas. A SCEA não ignorou o clamor, oferecendo então uma troca no caso da ocorrência de qualquer problema.

## Recepção
Gran Turismo 2 foi criticamente bem-aceito, alcançando muitas avaliações positivas. A GameSpot deu a nota 8.5 (em 10), recomendando o jogo a qualquer um, entusiasta de carros ou não.